# Bur-ui yeosin Jeong-i
Bur-ui yeosin Jeong-i (hangeul: 불의 여신 정이, lett. La dea del fuoco Jeong; titolo internazionale Goddess of Fire) è una serie televisiva sudcoreana trasmessa su MBC dal 1 luglio al 22 ottobre 2013.
La serie narra la vita e gli amori della giovane Yoo Jeong, basata su Baek Pa-sun, una rinomata vasaia e artista delle porcellane che visse nel sedicesimo secolo durante la dinastia Joseon.

## Trama
Yoo Jeong è una ragazza artistica che sogna di diventare la migliore vasaia e artista delle porcellane di Joseon, che impara a realizzare ai laboratori Bunwon, dei forni sovvenzionati dal governo, dove la ceramica è una miscela di arte e scienza. Jeong s'innamora poi del principe Gwanghae, impegnato in una lotta politica molto aspra.

## Personaggi

### Personaggi principali
- Yoo Jeong, interpretata da Moon Geun-young e Jin Ji-hee (da giovane).
- Principe Gwanghae, interpretato da Lee Sang-yoon e Noh Young-hak (da giovane).
- Kim Tae-do, interpretato da Kim Bum e Park Gun-tae (da giovane).
- Lee Yook-do, interpretato da Park Gun-hyung e Oh Seung-yoon (da giovane).
- Shim Hwa-ryung, interpretata da Seo Hyun-jin e Kim Ji-min (da giovane).

### Personaggi ricorrenti
- Lee Gang-chun, interpretato da Jun Kwang-ryul.
- Moon Sa-seung, interpretato da Byun Hee-bong.
- Yoo Euldam, interpretato da Lee Jong-won.
- Shim Jong-soo, interpretato da Sung Ji-roo.
- Re Seonjo, interpretato da Jeong Bo-seok.
- Dama Kim, interpretata da Han Go-eun.
- Principe Imhae, interpretato da Lee Kwang-soo e Lee In-sung (da giovane).
- Lee Pyung-ik, interpretato da Jang Gwang.
- Ma-poong, interpretato da Jang Hyo-jin.
- Son Haeng-soo, interpretata da Song Ok-sook.
- Yeon-ok, interpretata da Choi Ji-na.

## Ascolti
| Episodio | Data di trasmissione | Dati TNSM           | Dati TNSM                  | Dati AGB            | Dati AGB                   |
| Episodio | Data di trasmissione | A livello nazionale | Area metropolitana di Seul | A livello nazionale | Area metropolitana di Seul |
| -------- | -------------------- | ------------------- | -------------------------- | ------------------- | -------------------------- |
| 1        | 1 luglio 2013        | 10,1%               | 11,1%                      | 10,7%               | 12,3%                      |
| 2        | 2 luglio 2013        | 10,4%               | 11,7%                      | 11,4%               | 11,3%                      |
| 3        | 8 luglio 2013        | 9,3%                | 10,5%                      | 10,3%               | 11,4%                      |
| 4        | 9 luglio 2013        | 10,6%               | 11,9%                      | 12,0%               | 12,8%                      |
| 5        | 15 luglio 2013       | 11,5%               | 13,3%                      | 10,6%               | 11,7%                      |
| 6        | 16 luglio 2013       | 11,3%               | 13,7%                      | 11,8%               | 13,3%                      |
| 7        | 22 luglio 2013       | 11,2%               | 13,4%                      | 11,7%               | 12,6%                      |
| 8        | 23 luglio 2013       | 12,1%               | 15,1%                      | 11,8%               | 12,4%                      |
| 9        | 29 luglio 2013       | 11,2%               | 13,7%                      | 10,4%               | 11,6%                      |
| 10       | 30 luglio 2013       | 10,8%               | 13,4%                      | 11,0%               | 11,5%                      |
| 11       | 5 agosto 2013        | 10,7%               | 13,6%                      | 10,0%               | 11,2%                      |
| 12       | 6 agosto 2013        | 11,0%               | 14,4%                      | 11,6%               | 13,0%                      |
| 13       | 12 agosto 2013       | 8,2%                | 10,5%                      | 9,1%                | 10,3%                      |
| 14       | 13 agosto 2013       | 8,8%                | 10,9%                      | 9,6%                | 10,8%                      |
| 15       | 19 agosto 2013       | 7,7%                | 9,6%                       | 7,8%                | 9,4%                       |
| 16       | 20 agosto 2013       | 8,2%                | 10,3%                      | 8,6%                | 9,8%                       |
| 17       | 26 agosto 2013       | 7,6%                | 8,7%                       | 8,6%                | 9,9%                       |
| 18       | 27 agosto 2013       | 8,4%                | 10,3%                      | 9,1%                | 10,9%                      |
| 19       | 2 settembre 2013     | 8,5%                | 9,7%                       | 8,4%                | 9,7%                       |
| 20       | 3 settembre 2013     | 9,6%                | 11,5%                      | 9,1%                | 10,4%                      |
| 21       | 9 settembre 2013     | 7,6%                | 8,9%                       | 8,4%                | 9,4%                       |
| 22       | 10 settembre 2013    | 8,2%                | 9,1%                       | 7,9%                | 9,1%                       |
| 23       | 16 settembre 2013    | 8,2%                | 9,9%                       | 7,5%                | 8,7%                       |
| 24       | 17 settembre 2013    | 7,9%                | 8,5%                       | 7,2%                | 7,8%                       |
| 25       | 30 settembre 2013    | 7,1%                | 8,2%                       | 6,0%                | 7,2%                       |
| 26       | 1 ottobre 2013       | 7,7%                | 8,8%                       | 7,6%                | 8,4%                       |
| 27       | 7 ottobre 2013       | 7,9%                | 9,2%                       | 7,4%                | 9,0%                       |
| 28       | 8 ottobre 2013       | 7,6%                | 8,5%                       | 7,2%                | 7,7%                       |
| 29       | 15 ottobre 2013      | 8,2%                | 9,3%                       | 9,0%                | 10,3%                      |
| 30       | 15 ottobre 2013      | 6,8%                | 8,2%                       | 8,0%                | 9,5%                       |
| 31       | 21 ottobre 2013      | 9,1%                | 11,0%                      | 9,3%                | 10,4%                      |
| 32       | 22 ottobre 2013      | 10,3%               | 12,1%                      | 9,6%                | 10,6%                      |
| Media    | Media                | 9,2%                | -                          | 9,3%                | 10,4%                      |

## Colonna sonora
1. 가랑 가랑
2. Tears Are Also Love (눈물도 사랑인 걸) – Baek A-yeon
3. Tears Flow (눈물이 흐른다) – Noel
4. Forever You (영원히 너를) – Bobby Kim
5. I Love You (사랑해) – Park Ji-min delle 15&
6. Though I Close My Eyes (두눈을 감아도) – Lush
7. Monologue (혼잣말) – Kim Hyung-joong
8. 사기장의 운명
9. 행복한 정이
10. 외로운 군주
11. 뜨거운 마음
12. 사랑을 빚다
13. 환희
14. 꺼지지 않는 사랑
15. 인연을 빚다
16. 떨리는 손
17. 마음에 이는 바람
18. 불같은 사랑
19. 고독한 싸움
20. 불처럼 꽃처럼
21. 여자 사기장
22. 정이의 눈물
23. 운명
24. 분원 낭청 정이

## Riconoscimenti
| Anno | Premio                           | Categoria                                                               | Ricevente                | Risultato       |
| ---- | -------------------------------- | ----------------------------------------------------------------------- | ------------------------ | --------------- |
| 2013 | Korea Drama Awards               | Premio all'eccellenza, attore                                           | Lee Sang-yoon            | Candidato/a     |
| 2013 | Korea Drama Awards               | Premio all'eccellenza, attrice                                          | Seo Hyun-jin             | Vincitore/trice |
| 2013 | MBC Drama Awards                 | Premio alla massima eccellenza, attrice in un drama speciale a progetto | Moon Geun-young          | Candidato/a     |
| 2013 | MBC Drama Awards                 | Premio all'eccellenza, attore in un drama speciale a progetto           | Lee Sang-yoon            | Candidato/a     |
| 2014 | Seoul International Drama Awards | Miglior drama coreano                                                   |                          | Candidato/a     |
| 2014 | Seoul International Drama Awards | Miglior attrice coreana                                                 | Moon Geun-young          | Candidato/a     |
| 2014 | Seoul International Drama Awards | Miglior colonna sonora di un drama coreano                              | Forever You di Bobby Kim | Candidato/a     |
| 2014 | Seoul International Drama Awards | Miglior colonna sonora di un drama coreano                              | Tears Flow di Noel       | Candidato/a     |

## Distribuzioni internazionali
| Paese     | Canale/i        | Prima TV                         | Titolo adottato                       |
| --------- | --------------- | -------------------------------- | ------------------------------------- |
| Taiwan    | Drama Videoland | 21 novembre 2013-3 febbraio 2014 | 火之女神 (La dea del fuoco)           |
| Hong Kong | TVB Drama 2     | 13 febbraio-28 marzo 2014        | 火之女神 (La dea del fuoco)           |
| Cina      | STAR Xing Kong  | 29 maggio-21 giugno 2014         | 火之女神井兒 (La dea del fuoco Jeong) |
| Sri Lanka | Rupavahini      | 2015                             | Sirimati sittaravi                    |